# 브리기테나우
브리기테나우(독일어: Brigittenau)는 오스트리아 빈의 제 20구역이다.